# Абекассис, Элиетт

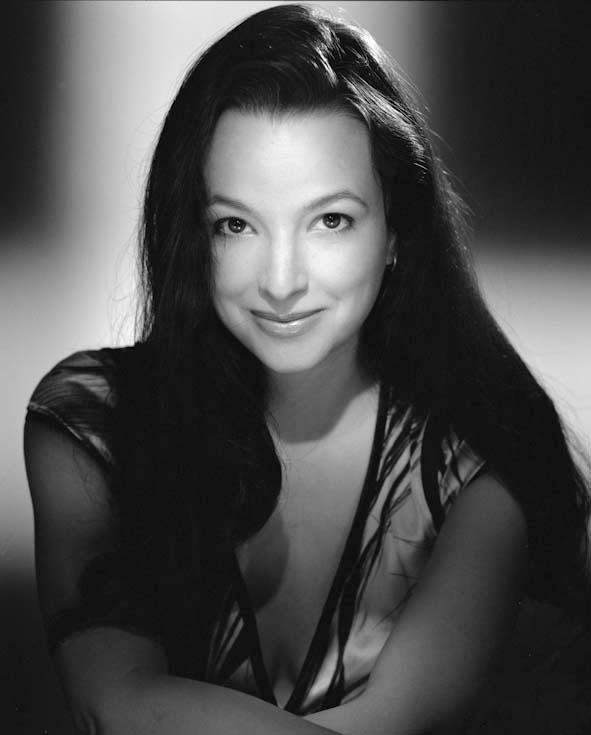
Элиетт Абекассис в 2006 году

Элие́тт Абекасси́с (род. 27 января 1969, Страсбург) — французская писательница.

## Биография
Элиетт Абекассис родилась 27 января 1969 года в Страсбурге в семье сефардов марокканского происхождения. Её отец — Арман Абекассис, преподаватель философии, историк, религиозный мыслитель, известный иудейскими взглядами, автор книги La pensée juive. Воспитание и жизнь Элиетт были пропитаны еврейской религией и культурой.
Элиетт окончила Высшую нормальную школу в Париже, преподавала философию в Кане. Для своего первого романа «Кумран» (Qumran) она, ощутив недостаточность собственных знаний о древнееврейском мире, в течение трёх лет изучала материалы в Израиле, Иерусалиме, Кумране и Соединённых Штатах. Ведущие французские издательства отвергали рукопись до тех пор, пока издательство Ramsay, с которым Элиетт Абекассис познакомилась благодаря своему отцу, не приняло её с энтузиазмом. «Кумран» вышел в 1996 году, мгновенно добился громадного успеха и был переведён на 18 языков.
В 1997 году Абекассис публикует роман «Золото и пепел» (L’Or et la cendre), загадочную историю убийства берлинского теолога. В 1998-м пишет эссе об оригинальной философии убийства Petite Métaphysique du meurtre. Её следующий роман, La Répudiée, стал финалистом Гран-при Французской академии и премии Fémina. Этот роман лёг в основу сценария фильма Kadosh израильского режиссёра Амоса Гитая. Для подготовки сценария Элиетт Абекассис провела 6 месяцев в ортодоксальном израильском квартале Меа-Шеарим.
В 2001 году выходит роман «Сокровища храма» (Le Trésor du temple) — продолжение «Кумрана»: два главных героя возвращаются, чтобы разгадать секрет иерусалимского храма. Как и в первом романе, захватывающий сюжет приключенческого романа таит в себе блестящую эрудицию и настоящие философские искания.
После этого романа произведения Абекассис обретают более личностный и психологический характер. В 2002 году издаётся роман «Мой отец» (Mon père), в котором рассказывается об идиллических отношений отца и дочери.
В 2003 году она пишет роман Clandestin, который вошёл в число 12 книг, отобранных на Гонкуровскую премию.

## Список произведений
- 1996 — «Кумран» / Qumran, роман, рус. пер. 2000
- 1997 — L’Or et la cendre
- 1998 — Petite Métaphysique du meurtre, эссе
- 2000 — La Répudiée
- 2001 — «Сокровище храма» / Le Trésor du temple, роман, рус. пер. 2003, 2005
- 2002 — «Мой отец» / Mon père
- 2003 — Clandestin
- 2004 — La Dernière Tribu
- 2005 — Счастливое событие/ Un heureux événement, роман, рус. пер. 2008
- 2007 — Le Corset invisible, феминистское эссе
- 2008 — «Мать и дочь» / Mère et fille, роман
- 2009 — Sépharade, исторический роман
- 2013 — Le palimpseste d’Archimède, исторический триллер

## Экранизации, работа в кино
В 1999 году израильский кинорежиссёр Амос Гитай снял по сценарию Абекассис фильм Кадош. В 2011 году французский режиссёр Реми Безансон снял фильм по роману «Un heureux événement», в российский прокат он вышел под названием «Секса много не бывает». Абекассис и сама сняла две короткометражные ленты в качестве режиссёра ( Архивная копия от 16 мая 2012 на Wayback Machine).